# NGC 10
NGC 10 é uma galáxia espiral barrada situada na direção da constelação do Escultor. Possui uma magnitude aparente de 12,3, uma declinação de -33º 51' 20" e uma ascensão reta de 0 horas,  08 minutos e 34,6 segundos.